# Xã Peach Orchard, Quận Ford, Illinois
Xã Peach Orchard (tiếng Anh: Peach Orchard Township) là một xã thuộc quận Ford, tiểu bang Illinois, Hoa Kỳ. Năm 2010, dân số của xã này là 608 người.